# Ánirnar
62°15′22″N 6°34′39″V / 62.25611°N 6.57750°V
Ánirnar før 2011 Ánir  (dansk: Åerne) er en lille færøsk bygd på Borðoy. Det færøske ord ánir er en sjælden variant af vánir og betyder "håb".
Bygden, der ligger nord for Klaksvík og øst for tunnelen til Árnefjørður, blev grundlagt i 1840 da der på grund af det stigende folketal var brug for at opdyrke mere jord. Ánirnar råder over en moderne havn, som er en udvidelse af Klaksvíker Havn. Foruden at være en havn for fragt og fiskeri er den også reservehavn for Norröna. Siden den 3. oktober 2007 hedder den Norðhavnin ("Nordhavnen"). Havnen benyttes også om sommeren af krydstogtskibe. 2013 steg  bygdens folketal, efter at en række moderne boliger blev færdigbygget. 

## Galleri
- Ánirnar i 2011
- Ánirnar
- Ánirnar
- Norðhavnin, Ánirnar